# Jack Harlow
Jackman Thomas Harlow (Louisville, Kentucky; 13 de marzo de 1998) es un rapero estadounidense. A partir de 2015 comenzó a lanzar varios EP y mixtapes antes de firmar con el sello discográfico Generation Now de Don Cannon y DJ Drama en 2018, un sello de Atlantic Records. Es cofundador de Private Garden.
El primer gran avance de Harlow se produjo con el lanzamiento de su sencillo de 2020, «Whats Poppin». Con la ayuda de su popularidad en TikTok, y tras un remix con los raperos DaBaby, Tory Lanez y Lil Wayne, alcanzó el puesto número dos en el Billboard Hot 100 de Estados Unidos y recibió una nominación al Premio Grammy. Harlow fue incluido en «2020 Freshman Class» de la revista XXL antes de lanzar su álbum de estudio debut, Thats What They All Say (2020), que fue certificado platino en los Estados Unidos. En 2021, Harlow lanzó una colaboración con Lil Nas X, «Industry Baby», que alcanzó el número uno en el Hot 100, convirtiéndose en el primer sencillo de Harlow en encabezar la lista. Harlow lanzó su segundo álbum Come Home the Kids Miss You en 2022 y su sencillo, «First Class», se convirtió en su segundo número uno en el Hot 100 y el primero en debutar en la cima de la lista. En 2023, lanzó su colaboración con el cantante Jungkook «3D» siendo su primer número uno en la Billboard Global 200 y a finales de año estrenó su sencillo «Lovin on Me» que se convirtió en su tercer número uno en el Hot 100. 
Harlow ha recibido varias nominaciones a premios de varias instituciones, incluido Mejor Artista Nuevo en los Billboard Music Awards 2021. En el mismo año, fue nombrado «Hitmaker of the Year» de Variety y fue incluido en Forbes 30 Under 30. En 2022, se anunció que Harlow haría su debut como actor en una nueva versión de la película de 1992 White Men Can't Jump dirigida por Calmatic.

## Primeros años
Jackman Thomas Harlow nació el 13 de marzo de 1998 en Louisville, Kentucky. Es hijo de Maggie Harlow (de soltera Payette), una mujer de negocios, y Brian Harlow, y se crio en una granja de caballos cerca de Shelbyville. Tiene un hermano menor, Clayborn Harlow. Es de ascendencia francesa e irlandesa.
Harlow se mudó de Shelbyville a Louisville con su familia cuando era niño y comenzó a rapear a los 12 años. Él y su amigo Kennie Copeland usaron un micrófono Guitar Hero y una computadora portátil para grabar rimas y canciones. Hicieron un CD titulado Rippin 'and Rappin' y vendieron copias en su escuela (Highland Middle School). Cuando estaba en séptimo grado, Harlow adquirió un micrófono profesional e hizo su primer mixtape, Extra Credit, usando el apodo de "Mr. Harlow". Formó un colectivo llamado "Moose Gang" con varios amigos; durante este tiempo, trabajó en dos mixtapes que finalmente nunca fueron lanzados: Moose Gang y Music for the Deaf. Asistió a la escuela secundaria Atherton, donde jugó en el equipo de fútbol masculino.[cita requerida]

## Carrera
En noviembre de 2015, Harlow lanzó su primer álbum comercial, el EP The Handsome Harlow. Fue lanzado en sonaBLAST! De Gill Holland ! Etiqueta de registro. A lo largo de la escuela secundaria, a menudo tocaba espectáculos con entradas agotadas en lugares de Louisville como Mercury Ballroom, Headliners y Haymarket Whiskey Bar. En marzo de 2016 abrió para Vince Staples en Louisville.
En junio de 2016, menos de un mes después de graduarse de Atherton High School, lanzó el mixtape 18, que fue el primer álbum de su sello y colectivo de música, Private Garden. El colectivo también cuenta con los colaboradores frecuentes de Harlow, los Homies, compuestos por los raperos y productores de Louisville Ace Pro, 2forwOyNE, Shloob, Quiiso y Ronnie Lucciano. En el transcurso del próximo año, Harlow actuó en South by Southwest , Bonnaroo Music Festival y Forecastle Festival. 
En el verano de 2017, Harlow lanzó el sencillo "Routine". En octubre de ese año, lanzó otro sencillo, "Dark Knight", con un video musical que lo acompaña. Él le da crédito a Cyhi the Prynce por ayudarlo a superar su bloqueo de escritor y terminar la canción. "Dark Knight" se convirtió en el sencillo principal del mixtape Gazebo de Harlow, que se lanzó en noviembre de 2017. Harlow realizó una gira Gazebo Tour por 14 ciudades en apoyo del álbum. The Homies abrió para Harlow, y la gira terminó en enero de 2018. En mayo de 2018, Harlow abrió para la banda de rock independiente Portugal. The Man en fechas seleccionadas de giras. Al mes siguiente, apareció junto a Lil James y Sixteen en lacanción de Skeme "Get Sumn".

## Discografía

### Álbumes de estudio
| Título                      | Detalles | Posicionamiento en listas | Posicionamiento en listas | Posicionamiento en listas | Posicionamiento en listas | Posicionamiento en listas | Posicionamiento en listas | Posicionamiento en listas | Posicionamiento en listas | Posicionamiento en listas | Posicionamiento en listas | Certificaciones                           |
| Título                      | Detalles | US                        | US R&B /HH                | AUS                       | BEL (FL)                  | CAN                       | IRE                       | NLD                       | NOR                       | NZ                        | UK                        | Certificaciones                           |
| --------------------------- | --- | ------------------------- | ------------------------- | ------------------------- | ------------------------- | ------------------------- | ------------------------- | ------------------------- | ------------------------- | ------------------------- | ------------------------- | ----------------------------------------- |
| Thats What They All Say     | - Lanzamiento: 11 de diciembre de 2020 - Discográfica: Generation Now, Atlantic - Formato: Descarga digital, streaming y vinilo | 5                         | 2                         | 40                        | 136                       | 7                         | 48                        | 38                        | 38                        | 19                        | 73                        | - RIAA: Platino - MC: Platino - RMNZ: Oro |
| Come Home the Kids Miss You | - Lanzamiento: 6 de mayo de 2022 - Discográfica: Generation Now, Atlantic - Formato: Descarga digital, streaming, vinilo y CD   | 3                         | 2                         | 2                         | 14                        | 1                         | 3                         | 3                         | 2                         | 1                         | 4                         |                                           |

## Filmografía
| Films that have not yet been released | Denota películas que aún no se han estrenado |

| Año  | Título               | Rol    | Notas |
| ---- | -------------------- | ------ | ----- |
| 2023 | White Men Can't Jump | Jeremy |       |
| 2024 | The Instigators      | Scalvo |       |

## Giras
- 2021: Créme de la Créme Tour[35]
- 2022: Come Home the Kids Miss You Tour[36]
- 2023: No Place Like Home Tour[37]